# Avenue Mostinck
L'avenue Mostinck (en néerlandais : Mostincklaan) est une avenue bruxelloise de la commune de Woluwe-Saint-Pierre qui va de Montagne aux Ombres à l'avenue des Cormorans sur une longueur totale de 750 mètres.